# 中村寛之助
中村 寛之助（なかむら かんのすけ、1928年6月11日- 2010年3月31日 ）は、日本の経営者。協和発酵工業社長、会長を務めた。

## 来歴・人物
鳥取県出身。1953年に京都大学経済学部を卒業し、同年に協和醱酵工業に入社した。1976年3月に取締役に就任し、1982年3月に常務、1985年3月に専務を経て、1987年3月に副社長に就任し、1991年8月には社長に昇格。1996年3月に会長に就任し、1998年6月に取締役相談役を経て、2001年6月に相談役に就任。
2002年4月に勲二等瑞宝章を受章。
2010年3月31日、肺炎のために死去。81歳没。